# Диван (відомство)
Диван (перс. دیوان) — вищий орган виконавчої, законодавчої чи законо-нарадчої влади в ряді ісламських держав, а також титул керівника цього органу.

## Етимологія
Сучасне перс. دیوان [diwān] через середньоперське dpywʾn [diβi-vān] чи dywʾn [di-vān] походить від давньоперс. dipi-vān- — «приналежний до документів» від кореня dipi- — «напис, документ», який через еламську мову сходить до аккад. ṭuppu, яке, в свою чергу, запозичене від шум. dub — «глиняна табличка з написом». Від цього кореня також відбувається давньоперс. dipī-var («писар»), що стало сер.-перс. dibīr і перс. دبیر [debīr].

## Історія
Слово вперше зустрічається в текстах IX століття, що описують халіфат часів халіфа Омара (634 — 644), і означає списки розподілу державних доходів, а також місце зберігання даних списків. При створенні адміністративної системи халіф орієнтувався на зразок держави Сасанидів, а потім і дав раді перську назва. Пізніше термін поширився на різні органи державної влади. 

## Приклади
- Диван Високої Порти в Османській імперії складався з Великого візира, інших візирів і аги яничарів, замінюючи відсутнього султана.
- В Дунайських князівствах диваном називали станові збори.
- У мовах Індонезії слово Dewan вживається досі як позначення рад різного рівня.

## Міністерства
У султанаті Марокко деякі міністерства називаються диванами: 
- Diwan al-Alaf: військове міністерство.
- Diwan al-Bar: морське міністерство (МЗС).
- Diwan al-Shikayat (або-Chikayat): міністерство прохань.

## Церемонії

### Dīwān-e-Ām
(перс. ديوان عام) Публічна церемонія звершення суду та прийому петицій підданих мусульманським правителем. 

### Dīwān-e-Khās
(перс. ديوان خاص) Приватна церемонія прийому особливо шанованих відвідувачів мусульманським правителем.